# Decatur (Arkansas)
Pour les articles homonymes, voir Decatur.
Decatur est une municipalité du comté de Benton, dans l'État de l'Arkansas aux États-Unis.

## Démographie
| 1910 | 1920 | 1930 | 1940 | 1950 | 1960 |
| ---- | ---- | ---- | ---- | ---- | ---- |
| 246  | 424  | 413  | 358  | 350  | 415  |

| 1970 | 1980  | 1990 | 2000  | 2010  | - |
| ---- | ----- | ---- | ----- | ----- | - |
| 847  | 1 013 | 918  | 1 314 | 1 699 | - |